# Strada europea E271
La strada europea E271 è una strada europea che collega Minsk a Homel'. Come si evince dalla numerazione, si tratta di una strada di classe B posta nell'area delimitata a nord dalla E20, a sud dalla E30, ad ovest dalla E75 e ad est dalla E85.

## Percorso
La E271 è definita con i seguenti capisaldi di itinerario: "Minsk - Homel'".